# Johann Friedrich Karl Gurlitt
Johann Friedrich Karl Gurlitt (* 28. November 1802 in Hamburg; † 25. Juni 1864 in Billwerder an der Bille) war ein deutscher lutherischer Theologe.

## Leben
Gurlitt studierte an der Gelehrtenschule des Johanneums und dem Akademischen Gymnasium in Hamburg, die beide unter der Leitung seines entfernten Verwandten Johann Gottfried Gurlitt standen. Er besuchte die Universitäten Halle und Berlin und machte im Jahr 1826 das theologische Candidatenexamen in Hamburg. Zeitgleich wurde er Lehrer am Johanneum, 1829 Katechet des Werk- und Zuchthauses, dem Hamburger Strafgefängnis. Am 12. Januar 1833 wurde er zum Pastor zu Billwerder an der Bille berufen. Trotz der eher abgelegenen Pastorenstelle blieb Gurlitt als Theologe nicht ohne Einfluss. So verfasste er eine große Anzahl theologischer Abhandlungen, welche er insbesondere in den Theologischen Studien und Kritiken veröffentlichte. 
Gurlitt hinterließ seine Frau und sechs Kinder.